# 澳門海上遊
澳門海上遊最早起源於港務局，在澳門回歸後，為慶祝7月18日 「港務局日」，港務局會於每年7月期間舉行「海事及水務局日」系列活動，當中的「海事樂悠遊」活動，會在每年7月最後兩個星期的週未日舉行。後來，每年在休漁期期間，以漁業為生的漁民沒有了收入來源，於是政府推出漁家樂，以改善漁民日常生活與生計，同時推廣漁業文化。隨著2015年底，中央政府明確澳門水域管理範圍後，澳門旅遊局聯同海事及水務局與海上營運商推出澳門海上觀光消閒，成立了全新的「澳門海上遊」航線。
現時澳門海上遊分為三種，分別包括由粵通船務有限公司和信德中旅船務管理（澳門）有限公司分別營運的澳門海上遊，以及休漁漁家樂。

## 信德中旅船務管理（澳門）有限公司營運之澳門海上遊

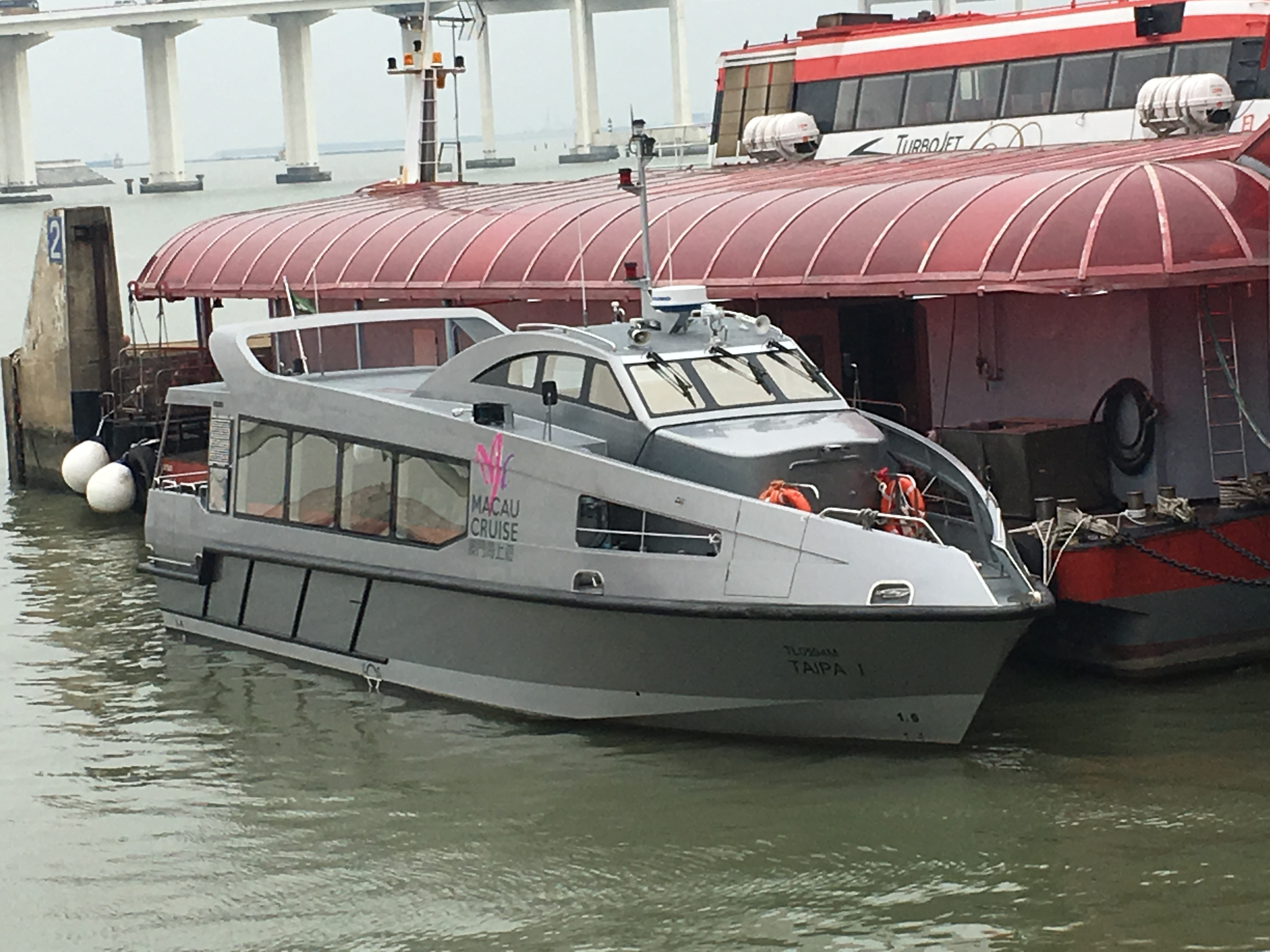
信德中旅船務管理之澳門海上遊

### 歷史
2018年12月8日，由信德中旅營運的往來氹仔客運碼頭與路環碼頭的"海上游"航線正式營運。
2019年7月7日，開通澳門半島漁人碼頭新航點，服務正式貫通澳門半島及路環。
2020年6月底起，該航線成為心出發·遊澳門MA-D線社區遊路線，每日出發。另外由於氹仔客運碼頭被衛生局先徵用為所有外國高風險地區返澳人士集中檢疫地點和常規病毒核酸檢測計劃的檢測站，該航線不再停靠該碼頭。
2021年7月1日起，航線改為往返媽閣碼頭至路環碼頭，每90分鐘一班。
2022年6月19日，受本地大規模疫情影響，信德中旅澳門海上遊停運。
2023年8月28日，澳門海上遊復運，初期提供一個固定航班服務，另計劃於澳門國際煙花比賽匯演期間推出海上煙花觀賞團活動。
2025年5月30日，外港客運碼頭往返媽閣碼頭航線開通初期每日提供1個來回航班，航程約25分鐘。外港往媽閣航班開出時間為10:30，媽閣往外港航班開出時間為17:00。

### 路線
航線途徑內港航道及十字門水道，票價為澳門幣60元。氹仔及路環每日各開出一班船，每次歷時約25分鐘。逢星期五至星期一營運。
去程︰
| 外港客運碼頭 → 媽閣碼頭           |
| 10:30                             |
| 媽閣碼頭 → 路環碼頭               |
| 11:00、12:00、14:00、15:00、16:00 |

回程︰
| 路環碼頭 → 媽閣碼頭               |
| 11:30、12:30、14:30、15:30、16:30 |
| 媽閣碼頭 → 外港客運碼頭           |
| 17:00                             |

### 船隊
船隊由「氹仔一號」及「路環一號」船艙分別以「澳門古今景點」、「中西文化交融」元素的插畫佈置，奪目的色彩營造輕鬆遊覽氛圍，突出澳門動感之都的魅力。
船隊尺寸及規格，長度：16.5米，寬度：4.4米，座位：43個。

## 金光飛航營運之澳門海上遊
金光飛航曾於2024年下半年試營運兩條澳門海上遊”航線，其中“澳門海上遊觀光航線”於日間行駛，航程為60分鐘途經澳門航道循環線及港珠澳大橋，另一條為“澳門海上煙花觀賞航線”則將於澳門舉辦煙花匯演的指定日子特別開設，航程為70分鐘。

## 休漁漁家樂

### 歷史
2012年5月26日至7月29日，首次舉辦休漁漁家樂，由於社會各界反應熱烈，各航班的船票均迅即售罄，後來每年均舉辦相同活動。
2020年，受新型冠狀病毒疫情影響，該活動暫停舉辦。
2023年6月，“休漁漁家樂”漁船體驗活動復辦，活動於該年6月3日至7月16日期間舉行。逢周六、日每日設有3個“體驗航班”，活動時間為上午10:30、下午2:30及4:30，每個時段的人數為26人；另外，週一及週五亦提供“團體航班”，供教學及非牟利團體等參與。

### 路線
只在每年夏季前兩個月的週未日開出3個班次。航線由青洲塘出發，經內港至觀音蓮花苑對開海面。沿途除可觀賞內港、媽閣廟、澳門旅遊塔、觀音蓮花苑及澳門科學館的風光外，船上並設漁業專業人員講解，介紹漁船出海作業和漁民的生活情況，透過觀光活動推廣本地漁業傳統和澳門海洋文化特色。主辦單位由澳門漁民互助會營運，票價40元澳門幣。

### 船隊
使用漁民作業船隊，每班船限載26名乘客。

## 海事樂悠遊

### 歷史
2000年起，為慶祝7月18日 「港務局日」，港務局會於每年7月期間舉行「海事及水務局日」系列活動，當中的「海事樂悠遊」活動，會在每年7月最後兩個星期的週未日舉行，登船位置在澳門皇家一號碼頭。
隨著西灣湖景大馬路落成及港務局更名為海事及水務局，活動由海事及水務局舉行，並將7月18日更名為「海事及水務局日」，登船位置遷移至青洲塘，前往融和門一帶。
2020年，受新型冠狀病毒疫情影響，該活動暫停舉辦。

### 路線
2005年前，在澳門皇家一號碼頭出發，途經內港一帶折返。
2005年後，在青洲塘出發，途經內港，於融和門一帶折返。航程約45分鐘。
領取船票的方法分為“網上登記”及“現場輪候”，“網上登記”，票價全免。

### 船隊
使用海事及水利局船隊。在海事樂悠遊活動中，會合共安排32個航班，每班名額40人，合共提供1,280個名額。